# هاجیمه تاباتا
هاجیمه تاباتا (انگلیسی: Hajime Tabata؛ زادهٔ ۵ مهٔ ۱۹۷۱)یک تهیه‌کننده اهل ژاپن، یک است.